# Szolnoki Olajbányász
Maillots
Szolnoki Olajbányász est un club de basket-ball basé à Szolnok en Hongrie.

## Histoire

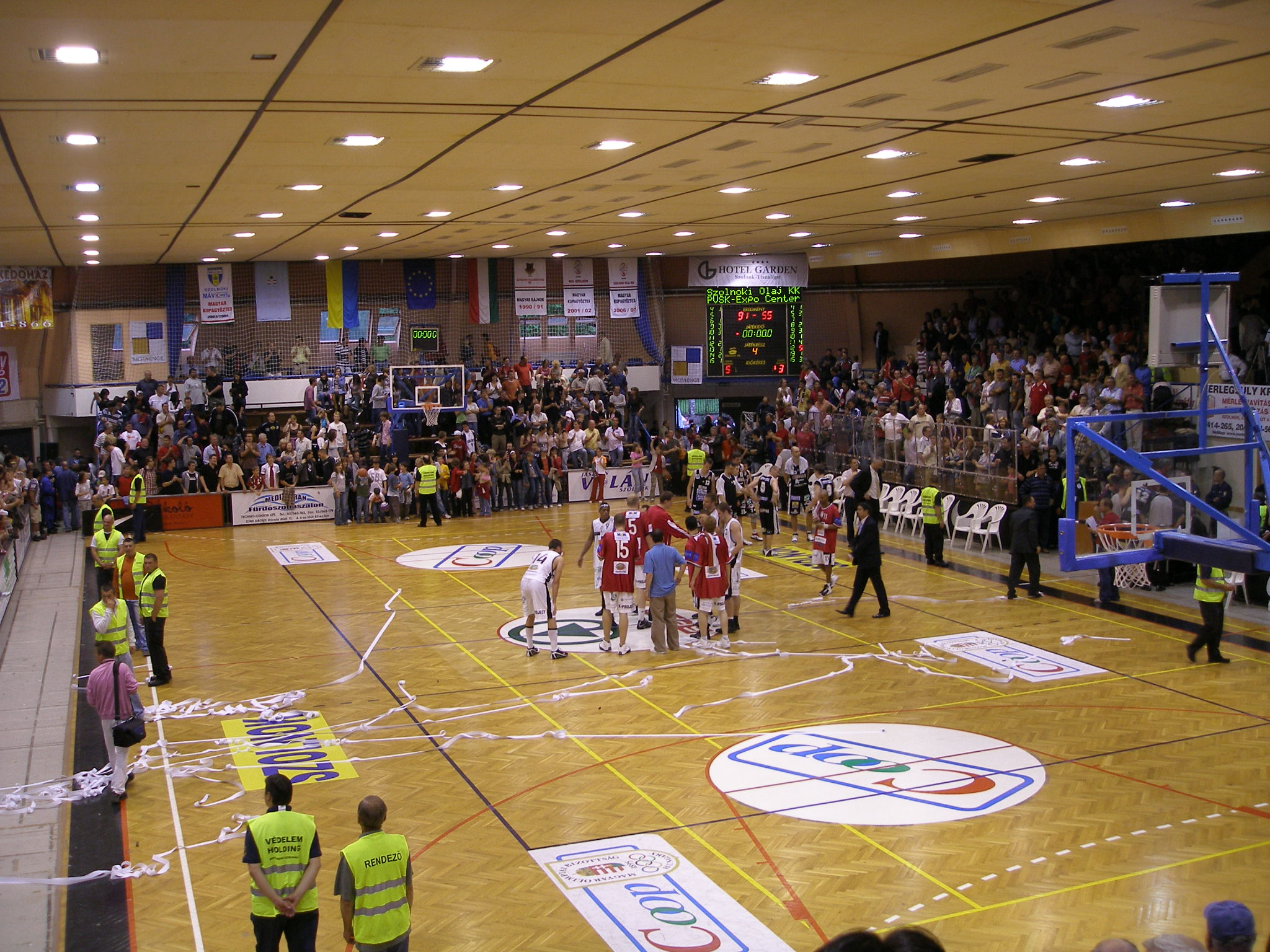
Demi-finale contre PVSK Pécs, 2007

Nedeljko Ašćerić est nommé entraîneur du club fin 2012 où il remplace Péter Pór. Il quitte le club en décembre 2013 et est remplacé par ses adjoints Dragan Aleksić et Andrius Jurkūnas.

## Palmarès
- Championnat de Hongrie : 1991, 2007, 2011, 2012, 2014, 2015, 2016, 2018
- Coupe de Hongrie : 2002, 2007, 2011, 2012, 2014, 2015

## Joueuse emblématique
- Katarina Ristić, meilleure passeuse du championnat de la saison 2010-2011.